# حدیث راس جالوت
حدیث راس جالوت از گفت و گوهای عقلی و مناظره‌های علمی که علی ابن موسی الرضا با اصحاب علمی خود داشته، با رئیس دین یهودی است که به راس جالوت معروف است. بر این حدیث، شرح‌های بسیاری نوشته شده‌است که قدیمی‌ترین آن‌ها متعلق به قاضی سعید قمی است. میرزای قمی. ملا عبدالصحاب محمد ابن احمد نراقی نیز بر این حدیث شروحی نوشته‌اند.

## تفسیر
یکی از این گفتگوها دربارهٔ اثبات نبوت پیامبر اسلام است. امام هشتم شیعیان در ابتدا بیان می‌کند که این نبوت را پیامبران دیگر ادیان نیز شهادت داده‌اند. سپس شواهدی از خود کتب مقدس یعنی انجیل و تورات بر اثبات این مدعا می‌آورند.

## شرح‌ها
نه نفر از علمای شیعه بر این حدیث شرح نوشته‌اند که عبارتند از:
1. -قاضی سعید قمی در کتاب فوائد الرضویه

روح‌الله خمینی تعلیقه ای بر این کتاب نگاشته‌اند که چاپ شده‌است.
1. ـ شرح میرزا ابوالقاسم بن حسن گیلانی قمی
2. -شرح شیخ احمد بن زین الدین احسایی
3. -شرح شیخ محمد بن حاج محمدحسن مشهدی طوسی
4. -شرح محمد اسماعیل بن محمد جعفر اصفهانی
5. -شرح ملامحمد بن احمد بن ملامهدی نراقی ملقب به عبدالصاحب[۵]
6. -شرح ملاعبدالرحیم بن محمد یونس دماوندی
7. -دو شرح از عالمان مجهولی